# Saint-Quentin-de-Chalais
Saint-Quentin-de-Chalais – miejscowość i gmina we Francji, w regionie Nowa Akwitania, w departamencie Charente.
Według danych na rok 1990 gminę zamieszkiwały 243 osoby, a gęstość zaludnienia wynosiła 20 osób/km² (wśród 1467 gmin regionu Poitou-Charentes Saint-Quentin-de-Chalais plasuje się na 761. miejscu pod względem liczby ludności, natomiast pod względem powierzchni na miejscu 718.).